# Інформаційні супутникові системи імені академіка М. Ф. Решетньова
АТ «Інформаційні супутникові системи» імені академіка М. Ф. Решетньова» (АТ «ІСС»; до 3 березня 2008 року — ФДУП «Науково-виробниче об'єднання прикладної механіки імені академіка М. Ф. Решетньова», НВО ПМ) — провідний російський розробник і виробник супутників зв'язку, телемовлення, навігації і геодезії. Приблизно 2/3 супутників, що входять в орбітальне угруповання Росії, є продукцією підприємства.

## Історія НВО ПМ
4 червня 1959 року за наказом Державного Комітету оборонної техніки була створена Філія № 2 ОКБ-1, із залученням співробітників ОКБ і НДІ м. Москви. Філія розмістилася в закритому місті Красноярськ-26 (зараз м. Желєзногорськ Красноярський край). Її очолив Михайло Федорович Решетньов. Із 1961 року підприємство іменується в документах ОКБ-10.
У листопаді 1962 року молодий конструкторський колектив прийняв від ОКБ-586, очолюваного Михайлом Кузьмичем Янгелем, проект створення ракети-носія легкого класу. 1964 року підприємство на основі бойової балістичної ракети Р-14 завершило розроблення універсальної ракети-носія «Космос», у серпні того ж року з використанням нової ракети-носія були виведені на орбіту перші супутники підприємства.
Із 1967 року отримує статус самостійного конструкторського бюро — КБ прикладної механіки (КБ ПМ). 1977 року перетворене на Науково-виробниче об'єднання прикладної механіки: до складу одного укрупненого підприємства увійшли Механічний завод і КБ ПМ. На початку 90-х акціонерне товариство працівників («народна приватизація»), з 1997 року — ФДУП «Науково-виробниче об'єднання прикладної механіки» імені академіка М. Ф. Решетньова".
3 березня 2008 року відбулася державна реєстрація Відкритого акціонерного товариства «Інформаційні супутникові системи» імені академіка М. Ф. Решетньова" (ВАТ «ІСС» імені академіка М. Ф. Решетньова"). Компанія створена на підставі Указу Президента Російської Федерації № 574 від 9 червня 2006 року, шляхом перетворення ФДУП «Науково-виробниче об'єднання прикладної механіки» імені академіка М. Ф. Решетньова" у відкрите акціонерне товариство і є правонаступником ФДУП «НВО ПМ» за всіма його зобов'язаннями. 100 % акцій ВАТ «ІСС» імені академіка М. Ф. Решетньова" перебуває у федеральній власності (25 % належать безпосередньо РФ, 75 % ОРКК та іншим державним підприємствам).
Генеральним конструктором і генеральним директором призначений Микола Олексійович Тестоєдов.

## Супутники, сконструйовані на підприємстві

#### 1960-ті
«Стріла-1» (1964); «Блискавка-1+» (1967); «Циклон» (1967); «Вертикальний космічний зонд» (1967); «Сфера» (1968); «Стріла-1М» (1969);

##### 1970-ті
«Стріла-2» (1970); «Блискавка-2» (1971); «Блискавка-3» (1974); супутник зв'язку «Райдуга» (1975); супутник безпосереднього телемовлення «Екран» (1976); «Цикада» (1976); геостаціонарний супутник зв'язку «Горизонт» (1978);

##### 1980-ті
«Гео-ІК» (1981); «Радіо» (1981); геостаціонарний супутник-ретранслятор «Потік» (1982); «Надія» (1982); Космічна складова (орбітальна супутникова угруповання) Глобальної навігаційної системи «ГЛОНАСС» (1982); «Блискавка-1Т» (1983); «Стріла-3» (1985); геостаціонарний супутник зв'язку «Луч» (1985); «Еталон» (1989); «Райдуга-1» (1989);

##### 1990-ті
«Гонець-Д1» (1992); геостаціонарні супутники зв'язку «Експрес» (1994); «Галс» (1994); «Зея» (1997);

##### 2000-ні
- геостаціонарний супутник зв'язку «SESAT» (2000), спільно з Alcatel Space;
- геостаціонарні супутники зв'язку «Експрес-А2», «Експрес-А3», «Експрес-А6» (2000), «Експрес-А4»(2002); «Експрес-АМ22» (2003), «Експрес-АМ1», «Експрес-АМ11» (2004), «Експрес-АМ2», «Експрес-АМ3» (2005), «Експрес-АМ33» (2008), «Експрес-АМ44» (2009), серії «Райдуга» (2000, 2001, 2004, 2007, 2009), «Блискавка-3К» (2001), «Блискавка-1Т» (2003)
- «Можаєць» (2002);
- навігаційні супутники серії «Глонасс-М» (із 2003);
- апарати зв'язку серій «Гонець-Д», «Гонець-М», «Стріла»;
- «Меридіан» (із 2006);
- «Ювілейний» (2008);

##### Із 2010-го
- геостаціонарні супутники зв'язку «Експрес-АМ5» (2013), «Експрес-АТ1», «Експрес-АТ2», «Експрес-АМ6» (2014), «Експрес-АМ8» (2015), «Телком-3» (2012), Ямал-300К, Ямал-401, Ямал-402, Амос-4, Казсат-3, навігаційні супутник серії «Глонасс-М» і КА «Глонасс-К» № 11 і № 12
- «Меридіан» ;
- «Гео-ІК-2» (2011);
- серії «Гарпун» (2011, 2015)
- серії «Райдуга» (2010, 2013), серії «Луч» (2011, 2012, 2014)
- дослідницький «МиР» (2012)

За весь час існування підприємства було спроектовано та виготовлено понад 40 типів космічних апаратів та антен, близько 1200 космічних апаратів військового і цивільного призначення.
Необхідно зазначити, що при спеціалізації виробництва, добре розвиненої в радянській промисловості, створення будь-якого космічного апарата було результатом кооперації численних партнерів. Модулі корисного навантаження, елементи систем живлення, інші вузли могли створюватися повністю або частково суміжниками. Більше того, існувала практика «розвантаження потужностей» (перерозподілу виробництва серійної продукції шляхом передачі дослідних моделей і документації на інші підприємства галузі).
Із зображеннями і технічними характеристиками окремих супутників можна ознайомитися на сайті підприємства.

## Державні нагороди
- Орден Леніна (1974)
- Орден Трудового Червоного Прапора (1981)

## Перспективи розвитку

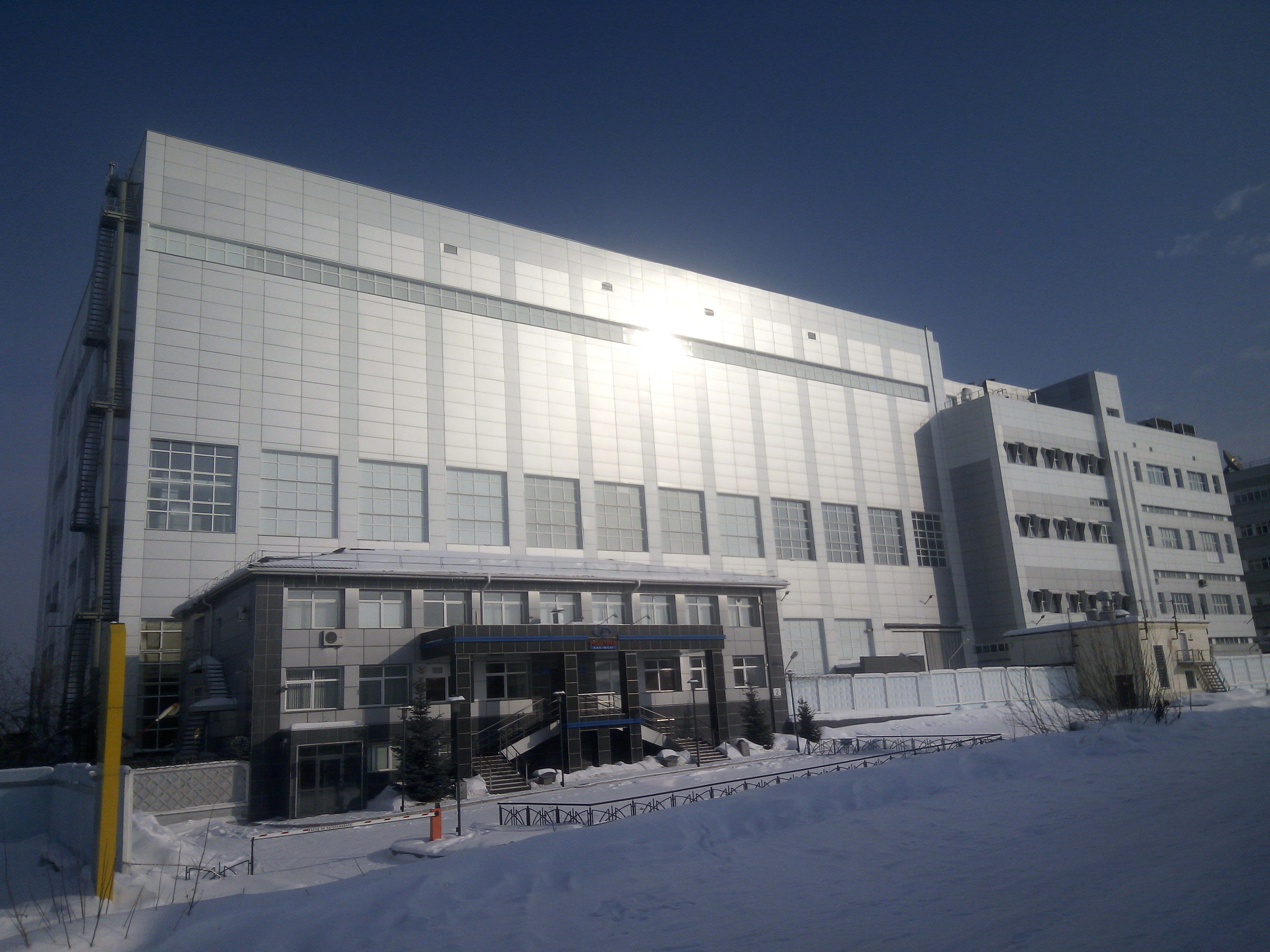
Нова будівля ІСС

У 1990-ті роки підприємству вдалося зберегти свій науковий і виробничий потенціал, особливо висококваліфікованих фахівців як у галузі розробки, так і промислового складання космічних систем. Приблизно із 2004—2005 років поступово нарощуються обсяги впроваджуваної до експлуатації космічної техніки.
Наразі замовлені супутники «Експрес-АМ8», «Гео-ІК-2» № 2, серія КА «Глонасс-К1/К2».
Стратегією розвитку ракетно-космічної промисловості Росії 2006—2015 передбачено створення єдиного холдингу в області супутникобудування. 2009 року на базі АТ «„ІСС“ імені академіка М. Ф. Решетньова» завершено формування вертикально інтегрованої структури, в яку увійшли дев'ять підприємств космічної галузі:
- ПАТ НВЦ «Полюс» (Томськ)[8],
- ВАТ «НВП „Квант“» (Москва),
- ВАТ «Сибірські прилади і системи» (Омськ)[9],
- ВАТ НВП «Геофізика-Космос» (Москва)[10],
- ВАТ НВП КП «Квант» (Ростов-на-Дону)[11],
- ВАТ «Сибпромпроект» (Желєзногорськ)[12],
- ВАТ «НВО ПМ-Розвиток» (Желєзногорськ)[13],
- ВАТ «ІТЦ-НВО ПМ» (Желєзногорськ)[14],
- ВАТ «НВО ПМ МКБ» (Желєзногорськ)[15].

Формально об'єднання відбулося шляхом внесення (передачі) 100 % акцій зазначених юридичних осіб у статутний капітал ВАТ «ІСС» імені академіка М. Ф. Решетньова". Опрацьовуються варіанти включення до складу кооперації інших учасників, які й раніше були елементами єдиної кооперації зі створення космічної техніки.
Станом на 30.06.2015 до складу ІСС включені також ВАТ «Супутникова система „Гонець“» (Москва), ЗАТ «НВП Медікон» (Міас, Челябінська обл.), ТОВ «Універсум Спейс Технолоджіс» (Красноярськ) і ТОВ «Триінвест» (Москва).

## Іноземні партнери
- Alcatel Space (Франція) — створення Російсько-Європейського супутника — SESAT
- SODERN, EADS Astrium — (Франція, Німеччина), NEC, NTSpace — (Японія)
- Alcatel/Thales Alenia Space (Франція) — корисне навантаження «Експрес АМ33», «Експрес-АМ44 імені А. С. Попова»

Детальніше інформація про співпрацю представлена на сайті підприємства, а також у пресрелізах Thales Alenia Space.

## Генеральні конструктори і генеральні директори
- 1959—1996 — Решетньов Михайло Федорович. Засновнику і, по день смерті, керівникові підприємства належить понад двохсот наукових праць і винаходів. Під його керівництвом або з його безпосередньою участю було розроблено близько тридцяти типів космічних комплексів і систем. Кількість виведених з 1959 по 1996 рік на орбіту супутників, створених очолюваним ним підприємством, — більше тисячі одиниць.
- 1996—2006 — Козлов Альберт Гаврилович
- із 2006 року — Тестоєдов Микола Олексійович